# Gusli
Para el instrumento de una sola cuerda de los Balcanes, véase Guzla.
El Gusli (en :Гусли) es el instrumento de cuerdas múltiples más antiguo de Rusia. Su historia exacta y evolución son desconocidas pero puede que derivara de una forma bizantina de la kythare griega, que a su vez derivaba de la lira antigua. Existen instrumentos similares por todo el mundo - el kantele en Finlandia, el kannel en Estonia, kankles y kokles en Lituania y Letonia. En los países árabes se encuentra el Kanun y la autoharpa en occidente. También es similar a instrumentos antiguos como el gu zheng de China y el koto de Japón.

## Etimología

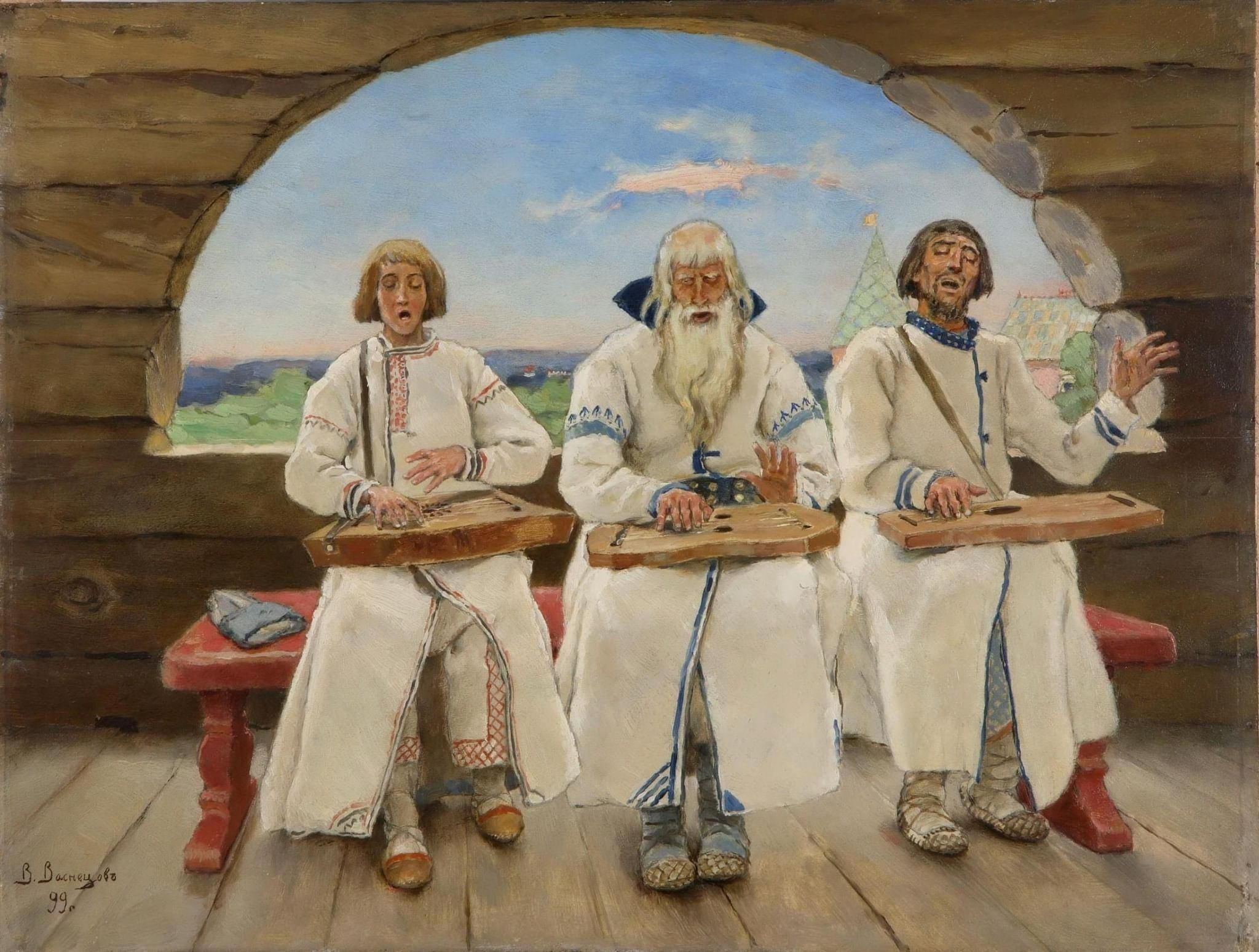
"Músicos tocando el Gusli" por Viktor Vasnetsov, 1899

En la época de la Rus de Kiev se cree que el término gusli simplemente se refería a cualquier instrumento de cuerda en general. La raíz del término procede de la palabra que designa el sonido del viento. El término finalmente fue asociado al gusli-psaltyry trapezoidal, que puede haberse originado en Bizancio.

## Historia

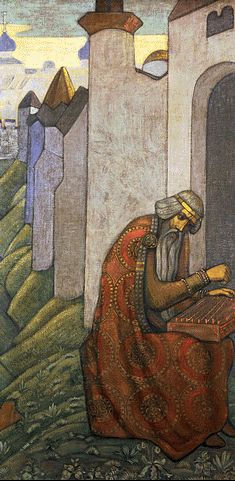
Grabado del músico Boyan tocando un gusli.

El gusli es uno de los instrumentos musicales más antiguos que ha jugado un importante papel en la cultura musical de Rusia. Los historiadores griegos Teofilacto Simocates y Teófanes fueron los primeros en mencionar el gusli: Durante la guerra entre bizantinos y eslavos del siglo VI, los bizantinos capturaron prisioneros eslavos y encontraron un instrumento musical llamado gusli. Los autores árabes Al-Masudi y Ibn-Dasta lo mencionan en el siglo X.
Vertkov afirma que las primeras menciones del gusli se remontan al año 591, al tratado de Teofilacto Simocates que describe que el instrumento era utilizado por los eslavos de la zona donde posteriormente surgiría el reino de Rus de Kiev.
Se cree que el gusli era el instrumento que utilizaba el legendario ministrel Boyan, que aparece en la Historia de la Campaña de Igor.
Los instrumentos eran utilizados por los Skomoroji, músicos y artistas itinerantes. Los arqueólogos han encontrado algunos instrumentos de entre cinco y nueve cuerdas y al menos uno con doce cuerdas.
La primera pieza de música compuesta para gusli fue una canción ucraniana "Oi pid Vyshneyu" (Ой пiд вишнею) que fue compuesta en San Petersburgo en el año 1803 por el compositor francés F. Bualde.[cita requerida]

## Tipos de Gusli
Los gusli actuales suelen tener entre treinta y seis cuerdas de metal armonizadas diatonalmente. Existen dos variantes principales: los gusli de yelmo (Shlemovidnye gusli - Шлемовидные гусли) y los gusli de ala (Krylovidnye gusli - Крыловидные гусли).

### Shlemovidnye gusli

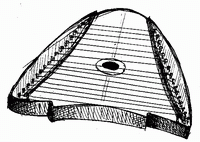
Shlemovidnye Gusli de yelmo.

El Shlemovidnye gusli (gusli de yelmo) es un gusli que el músico apoya sobre las rodillas, para que sus cuerdas queden horizontales y el resonador boca abajo. Utiliza su mano izquierda para detener las cuerdas innecesarias mientras toca con la mano derecha. Este instrumento estuvo extendido por las regiones del oeste y el sur de Kievan Rus.

### Krylovidnye gusli

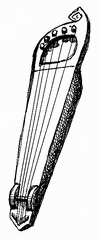
Krylovidnye Gusli de ala.

El Krylovidnye gusli (gusli de ala) es mucho más pequeño y se parece más a los salterios escandinavos como el kantele. Se tocan como las guitarras modernas (aunque con la mano izquierda se detienen las cuerdas innecesarias). Esta modificación estaba más extendida en el norte de Rusia, especialmente en Novgorod y Pskov.

### Gusli Clavicordio
El Gusli Clavicordio ("Klaviroóbraznye Gusli" - Клавирообразные гусли) es una variante del siglo XIX con un armazón de hierro y cuerdas de metal armonizadas cromáticamente. Se sostiene sobre una mesa y tiene un teclado. Presionando las teclas varios martillos golpean cuerdas específicas, permitiendo formar melodías. Este instrumento se utiliza principalmente en las orquestas folklóricas de Rusia.

## Instrumentos relacionados

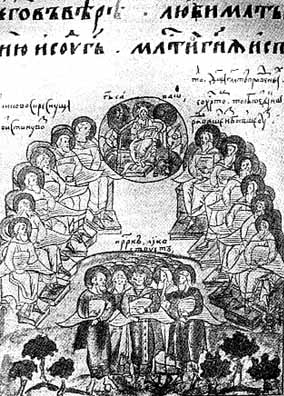
Músicos de Gusli. Ilustración de una Biblia del año 1648.

Varios instrumentos folklóricos eslavos tienen nombres relacionados con el gusli, como el violín housle checo, el violín balcánico de una sola cuerda llamado guzla. En Ucrania y Bielorrusia el husli también puede referirse a un violín o incluso a determinados tipos de flauta. Entre los eslavos del sur también se utiliza en ocasiones gusle para violín.
La variante de ala está relacionada con el salterio y la cítara. También guarda relación con el kokle letón, el kankles lituano y el kantele finés. Junto con el gusli estos instrumentos conforman la familia conocida como salterios bálticos.
Otro instrumento relacionado con el gusli es el tsymbaly, un dulcemelé de percusión.
En Ucrania se cree que el gusli puede haber influenciado el desarrollo de la bandura de cuerdas múltiples, que lo sustituyó en gran medida durante el siglo XIX.

### Lista de instrumentos relacionados
- Bandura
- Kobza
- Kantele
- salterio
- Cítara
- Kokles
- Kanklės